# Governador Celso Ramos
Governador Celso Ramos es un municipio brasileño del Estado de Santa Catarina. Se localiza a una latitud 27°18′53″ sur y la una longitud 48º33'33" oeste, estando a una altitud de 40 metros. Tiene una población estimada al 2020 de 14 606 habitantes.
Su economía está concentrada en la pesca y en el turismo,  con sus más de 30 playas, bahías y penínsulas, además de reservas ecológicas.

## Historia
La colonización de la región del actual municipio de Gobernador Celso Ramos comenzó en el siglo XVIII, con la llegada de inmigrantes azores atraídos por la pesca de la ballena, dando origen a la localidad de Armação da Piedade. Como esta no ofertaba condiciones para el desarrollo, sus habitantes se transfirieron para la localidad de Ganchos, donde hoy está ubicada la sede del municipio.
El territorio del actual municipio perteneció la Biguaçu hasta el 6 de noviembre de 1963, cuando fue oficialmente desglosado. A partir del 12 de mayo de 1967 pasó a llamarse Governador Celso Ramos, en homenaje a Celso Ramos, exgobernador del estado de Santa Catarina.